# Jan Čmejla
Jan Čmejla (* 25. července 2003 Praha) je český klavírista. Hře na klavír se věnuje od svých šesti let, od osmi let se zabývá i hudební skladbou.

## Vzdělání
Své první hudební vzdělání získal na ZUŠ Ilji Hurníka a na Gymnáziu a hudební škole hl. m. Prahy, kde studoval pod vedením prof. Taťány Vejvodové a prof. Lukáše Klánského. Od roku 2018 studuje hru na klavír na Pražské konzervatoři pod vedením prof. Evy Boguniové. Od roku 2022 studuje u významného profesora Wolframa Schmitt-Leonardyho na Staatliche Hochschule für Musik und Darstellende Kunst Mannheim.

## Ocenění
Jan má za sebou řadu vítězství v hudebních soutěžích.
V březnu 2025 vyhrál International Johann Sebastian Bach Competition Leipzig 2025, což je historicky první vítězství českého klavíristy v nejprestižnější mezinárodní bachovské soutěži.
Dále například Mezinárodní soutěž Virtuosi per musica di pianoforte v Ústí nad Labem (2013, 2018), Chopin for the Youngest (2015), Mezinárodní Novákova klavírní soutěž (2015), Mezinárodní klavírní soutěž Petera Toperczera Košice (2017; 2. cena), Beethovenovy Teplice (2018) a Concertino Praga (titul absolutního vítěze ročníku 2019).

Je držitelem prestižního ocenění Zlatý oříšek (2013) udělovaného nejtalentovanějším dětem České republiky a ocenění Kern Foundation Prize vynikající ruské pianistky Olgy Kern. Santa Cecilia (2021), IMF Paris (2021), Carles and Sofia Award (2021), Orbetello Piano competition – Master category (2021). V roce 2022 Jan vyhrál jednu z nejprestižnějších klavírních soutěží jako nejmladší účastník v Evropě Concours International de Piano d’Epinal 2022, která se konala ve čtyřech kolech.

## Kariéra
Díky svým soutěžním úspěchům měl příležitost vystoupit s Filharmonií Brno (2014), Symfonickým orchestrem hl. m. Prahy FOK (2015, 2017), Severočeskou filharmonií Teplice (2019), Symfonickým orchestrem Českého rozhlasu (2019), Filharmonií Bohuslava Martinů (2020) či s Václavem Hudečkem v rámci festivalu Svátky hudby 2016. V březnu 2019 vystoupil se sólovým recitálem v National Bohemian Hall v New Yorku a Kennedyho Centru ve Washingtonu v rámci prestižního koncertního cyklu Millennium Stage. Na podzim 2019 natočil své debutové album pro Radioservis Českého rozhlasu. Jan se sólovým recitálem vystoupil také i v Barceloně V roce 2021 také vystoupil s 1. koncertem e-moll od Fryderyka Chopina pod taktovkou Leoše Svárovského a provedl sólový recitál v rámci MHF Český Krumlov.
Jeho uměleckým vzorem je čínský klavírista Lang Lang, s nímž se osobně poznal ve Vídni jako účastník programu Allianz Junior Music Camp 2015, který je každoročně určen desítce vybraných talentů z celého světa.

## Z doporučení profesora Wolfram Schmitt-Leonardy at University of Music and Performing Arts Mannheim
„Jeho smysl pro styl, schopnost číst, analyzovat a interpretovat partituru, jeho fantastické technické schopnosti a vynikající zaměření na jeho osobní a umělecký pokrok a rozvoj z něj činí jednoho z nejzajímavějších talentů, které jsem potkal během své kariéry pianisty a profesora.“

## Lukáš Vondráček - Vítěz Queen-Elisabeth Competition v Bruselu
"Janovu muzikálnost sleduji a obdivuji téměř deset let a byl jsem svědkem jeho růstu jako přemýšlivého, brilantního a imaginativního umělce. Jan ztělesňuje vlastnosti, které hledám u mladého klavíristy. Je vážný, vášnivý a oddaný své umění, Jan je vysoce kvalitní hudebník, který si zaslouží vaši maximální pozornost."